# L'Âge d'airain
L'Âge d'airain est la première statue en bronze d'Auguste Rodin de 1877. Elle lui apporte une certaine notoriété à l'âge de 37 ans, suscitant des commandes de l'État avant que les commandes privées ne se multiplient. Elle est exposée au musée Rodin et au musée d'Orsay, mais il en existe de nombreux moulages.  

## Nom de l’œuvre
L'airain (ou bronze) est un alliage de cuivre et d'étain. Dans l'Antiquité, le terme  est utilisé pour désigner d'une façon noble le bronze. L'âge du bronze (2300 av. J.-C. à 800 av. J.-C. en France) est également appelé « l'âge d'airain ».
L'œuvre a porté plusieurs noms : 
L'Âge de pierre - L'Âge de bronze - L'Âge de fer - L'Homme qui s'éveille - Le Vaincu - L'Homme des premiers âges - Le Soldat blessé - L'Éveil de l'Humanité

## Historique

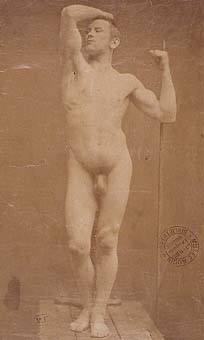
Auguste Ney(t), modèle de Rodin, posant devant l'objectif de Gaudenzio Marconi (1877, musée Rodin).

En 1875, alors qu'il travaille à Bruxelles, Auguste Rodin réalise un de ses grands rêves en réalisant son Grand Tour : il voyage en Italie pour découvrir Turin, Gênes, Pise, Venise, Florence, Rome, Naples, leurs trésors artistiques et « découvrir les secrets » de Donatello et surtout de Michel-Ange. À son retour en France, il visite les cathédrales françaises.
En 1877 âgé de 37 ans, il retourne à Bruxelles où il réalise en 18 mois sa première grande œuvre « L'Âge d'airain », avec laquelle il espère devenir célèbre. 
La statue représente en grandeur nature le plâtre d'un jeune soldat belge âgé de 22 ans, Auguste Ney ou Neyt,, et non un modèle professionnel, dont Rodin n'apprécie pas les attitudes conventionnelles. 
La statue portait à l'origine une lame ou une lance (comme le montre la photographie de Gaudenzio Marconi) que Rodin a enlevée pour dégager le bras de tout attribut et donner au geste une ampleur nouvelle. 
Plusieurs exemplaires de l'original seront réalisés par moulage.
Il l'expose cette même année au Cercle artistique et littéraire de Bruxelles sous le nom de Le Vaincu, au Salon des Artistes français de Paris sous le titre de L'Âge d'airain et à l'Exposition universelle de Paris de 1900 sous le titre de L'Homme qui s'éveille.
Sa statue donne une telle impression de vie, qu'on l'accuse d'avoir fait un surmoulage (moulage sur un modèle vivant, voire sur un cadavre). Des experts prouvent son génie et ce scandale retentissant amorce sa gloire, sa fortune et ses 40 ans de carrière au sommet. Les commandes officielles abondent rapidement et Rodin devient portraitiste mondain. Le plâtre puis un bronze de la statue sont achetés par la ville de Paris en 1880.
En 1878, Rodin crée son Saint Jean Baptiste plus grand que nature pour prouver qu'il n'a pas recours au moulage et prouver son génie.

## Moulages de l'œuvre dans le monde

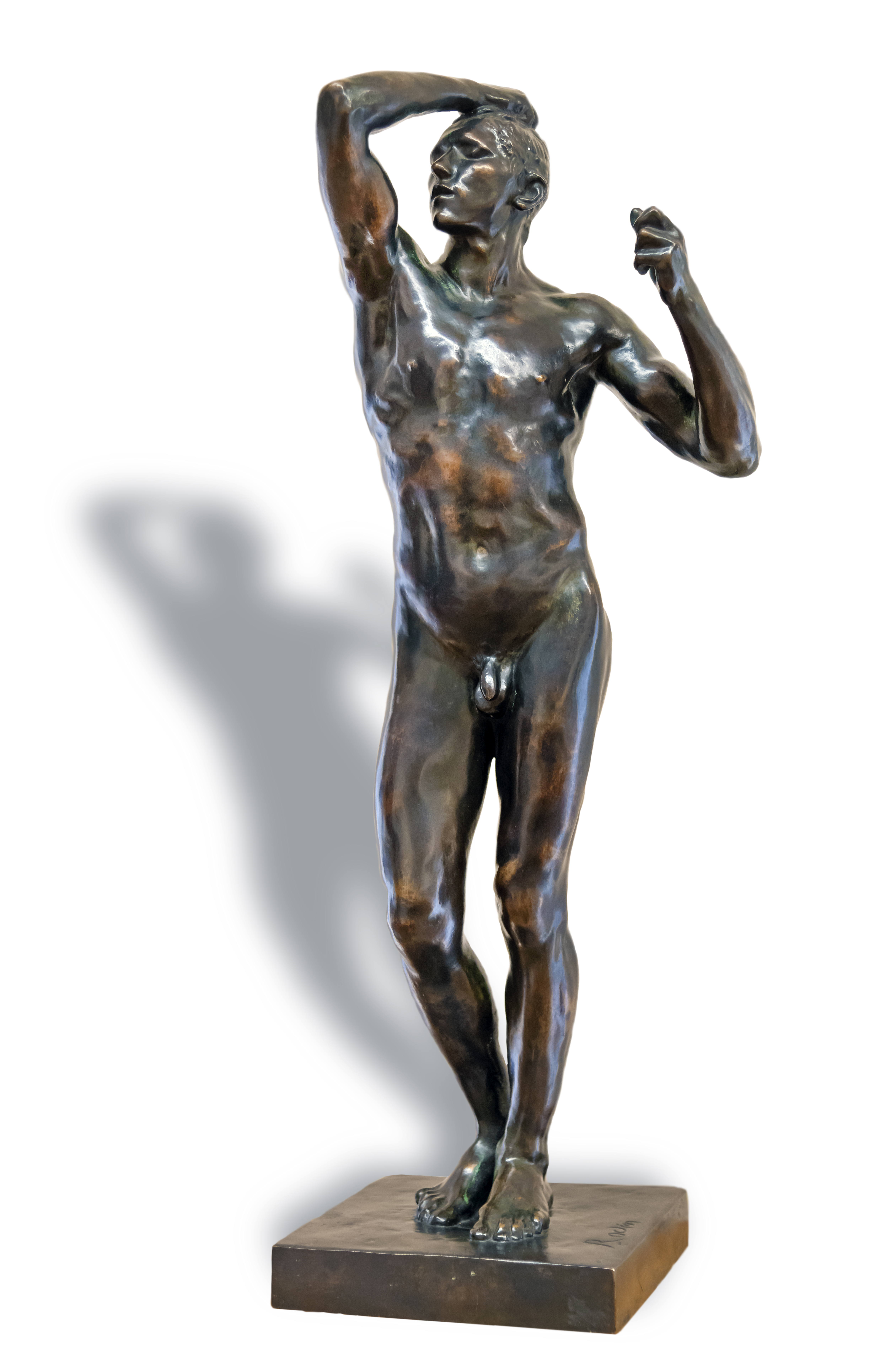
Fondation Bemberg Toulouse

- Musée Rodin de Paris (modèle fondu en bronze avant 1916 par la fonderie Alexis Rudier) ;
- Musée d'Orsay de Paris (modèle fondu en bronze par Thiébaut frères) ;
- Cour d'honneur du lycée Rodin, dans le 13e arrondissement de Paris.
- Place Rodin, dans le 16e arrondissement de Paris[8] ;
- Jardin du palais Saint-Pierre, musée des Beaux-Arts de Lyon ;
- Fondation Bemberg Toulouse ;
- Alte Nationalgalerie de Berlin ;
- Victoria and Albert Museum de Londres ;
- Rodin Museum de Philadelphie aux États-Unis ;
- Musée des Beaux-Arts de Budapest en Hongrie ;
- Musée de l'Ermitage à Saint-Pétersbourg ;
- Musée national de Catalogne à Barcelone[9].
- Metropolitan Museum, New York.